# Wapen van Streefkerk

Het wapen van de voormalige gemeente Streefkerk

Het wapen van Streefkerk werd op 24 december 1817 bij besluit van de Hoge Raad van Adel aan de Zuid-Hollandse gemeente Streefkerk in gebruik bevestigd. Op 1 januari 1986 is deze gemeente opgegaan in Liesveld. Het wapen van Streefkerk kwam hiermee te vervallen. In het wapen van Liesveld zijn geen elementen overgenomen uit het wapen van Streefkerk. In 2013 is de gemeente Liesveld opgegaan in de nieuw opgerichte gemeente Molenwaard, die op haar beurt in 2019 is opgegaan in Molenlanden.

## Blazoenering
De blazoenering van het wapen van Streefkerk luidde als volgt:
Van goud, beladen met 5 lelieën van zilver, geplaatst 2, 1 en 2.
De heraldische kleuren in het wapen zijn goud (geel) en zilver (wit). Dit kleurgebruik is in strijd met de gangbare regels van de heraldiek en maakt het tot een raadselwapen.

## Geschiedenis
De herkomst van het wapen is onbekend. In de achttiende eeuw werd voor de ambachtsheerlijkheid Streefkerk een ander wapen opgegeven, waarvan de herkomst eveneens onbekend is. Door diverse branden in het verleden zijn grote delen van het archief van voor 1795 verloren gegaan.